# Пызас
Пыза́с — река в России, течёт по территории Таштагольского района Кемеровской области.
Длина реки составляет 81 км, площадь водосборного бассейна — 789 км².
Начинается со склонов хребта Бийская Грива на высоте около 1100 м над уровнем моря. Устье реки находится на высоте 410 м над уровнем моря в 197 км от устья по левому берегу реки Мрассу.
Бассейн:
- 5 км: Азас
- 11 км: Кезес
- 11 км: Пурла
  - 4 км: Кичи
  - 6 км: Порос
- 36 км: Большой Нымзас
- 47 км: Кайзас
- 68 км: Талзак

## Данные водного реестра
По данным государственного водного реестра России относится к Верхнеобскому бассейновому округу, водохозяйственный участок реки — Томь от истока до города Новокузнецк, без реки Кондома, речной подбассейн реки — Томь. Речной бассейн реки — (Верхняя) Обь до впадения Иртыша.